# صبايا 5 (مسلسل)
صبايا 5 هو مسلسل سوري عرض في رمضان 1434هـ/2013م، وهو الجزء الخامس من مسلسل صبايا المسلسل من بطولة جيني إسبر، ليليا أطرش، و مكسيم منصور، من إخراج محمود الدوايمة، و تأليف نور الشيشكلي .

## قصة المسلسل
أحداث المسلسل تكون مترابطة منذ البداية إلى النهاية، وليس "من النوع المنفصل/ المتصل"، وتبدأ أحداثه بوصول "ميديا: جيني إسبر"
إلى لبنان لتقضي فترة نقاهة، فتشعر بالوحدة، وتتصل بإحدى قريباتها في سوريا لزيارتها، كما يسلط العمل الضوء في حالة "ميديا"
على معاناة النجمة مع بداية الحمل، حينما يتغير جسمها، قبل أن تعتاد حالتها الجديدة، ثم تعمل على إنجاز نص مسلسل تلفزيوني مستوحى
من قصص جيرانها، فــ"صبايا الجزء الخامس لايعشن بالمنزل ذاته، ولكن في حارة واحدة، وتكون قصصهن مختلفة الطابع نوعاً ما،
حيث يتناول المسلسل شريحة مختلفة من صبايا الأجزاء السابقة، وليست المحبّة هي الحالة السائدة في علاقاتهن فقط."

## أبطال المسلسل
- جيني اسبر
- ليليا الأطرش
- مصطفى سعد الدين
- مكسيم منصور
- هبة نور
- محمد خير الجراح
- مريم حسين
- معتصم النهار
- نادين نجيم
- رانيا ملاح
- ستيفاني سالم
- عبد الكريم غميض